# Рагулін Олександр Павлович
Олександр Павлович Рагулін (рос. Алекса́ндр Па́влович Рагу́лин; нар. 5 травня 1941, Москва, СРСР — пом. 17 листопада 2004, Москва, Росія) — радянський хокеїст, захисник. Олімпійський чемпіон.

## Біографія
5 травня 1941 року у сім'ї Рагуліних народилося троє хлопчиків. В майбутньому всі вони стали хокеїстами. Розпочинали у «Хіміку», але на різних позиціях: Анатолій — воротар, Олександр — захисник, а Михайло — нападник.
Олександр Рагулін — один з найкращих захисників в історії радянського хокею, виступав за воскресенський «Хімік» (1957–1962) та московський ЦСКА (1962–1973). У складі столичного армійського клуба дев'ять разів здобував золоті нагороди у чемпіонатах країни. Двічі був срібним призером національної ліги. Всього в чемпіонаті провів 427 матчів та забив 63 голи. П'ять разів перемагав у кубку СРСР та п'ять — у кубку європейських чемпіонів. В фіналах єврокубків забив один гол. За результатами сезону обирався до символічної збірної.
У складі національної збірної був учасником трьох Олімпіад (1964, 1968, 1972). На цих турнірах збірна СРСР була найсильнішою.
Чемпіон світу 1963–1971, 1973; другий призер 1972; третій призер 1961. На чемпіонатах Європи — дев'ять золотих (1963–1970, 1973) та три срібні нагороди (1961, 1971, 1972). Рекордсмен за кількістю нагород найвищого ґатунку на головних хокейних турнірах (22 медалі). П'ять разів обирався до символічної збірної на чемпіонатах світу. В 1966 році був визнаний найкращим захисником турніру. Був учасником суперсерії СРСР — Канада (НХЛ) 1972 року (6 матчів).
У головній команді країни виступав протягом тринадцяти років. На Олімпійських іграх та чемпіонатах світу провів 102 матчі (14 закинутих шайб), а всього у складі збірної СРСР — 239 матчів (29 голів).
Після завершення ігрової кар'єри працював у дитячо-юнацькій школі ЦСКА, брав участь у Всеросійському клубові «Золота шайба». В останні роки життя був президентом регіональної громадської спортивної організації «Ветерани хокею» та радником Президента Російської Федерації з питань фізичної культури і спорту.
Помер 17 листопада 2004 року на 64-му році життя у Москві. Похований на Ваганьковському кладовищі.

## Нагороди та почесні звання
- 1963 — Заслужений майстер спорту СРСР
- 1965 — Орден «Знак Пошани»
- 1969 — Орден «Знак Пошани»
- 1972 — Орден Трудового Червоного Прапора
- 1996 — Орден Пошани
- 1997 — Член зали слави ІІХФ
- 2001 — Орден «За заслуги перед Вітчизною» III ступеня
- 2001 — Олімпійський орден

## Спортивні досягнення

### Командні
- Олімпійський чемпіон (3): 1964, 1968, 1972
- Чемпіон світу (10): 1963, 1964, 1965, 1966, 1967, 1968, 1969, 1970, 1971, 1973
- Срібний призер чемпіонату світу (1): 1972
- Бронзовий призер чемпіонату світу (1): 1961
- Чемпіон Європи (9): 1963, 1964, 1965, 1966, 1967, 1968, 1969, 1970, 1973
- Срібний призер чемпіонату Європи (3): 1961, 1971, 1972
- Володар кубка європейських чемпіонів (5): 1969, 1970, 1971, 1972, 1973
- Чемпіон СРСР (9): 1963, 1964, 1965, 1966, 1968, 1970, 1971, 1972, 1973
- Срібний призер чемпіонату СРСР (2): 1967, 1969
- Володар кубка СРСР (5): 1966, 1967, 1968, 1969, 1973

### Особисті
- Найкращий захисник чемпіонату світу (1): 1966
- Символічна збірна чемпіонату світу (5): 1963, 1964, 1965, 1966, 1967